# Asandre de Cària
Asandre (Asander) fou un general macedoni, fill de Filotes i germà de Parmenió. Va viure al segle iv aC.
Alexandre el Gran el va nomenar el 334 aC governador de Lídia i d'altres regions que havien estat governades per Espitridates, i li va deixar un fort exercit per assegurar el domini macedoni, segons Flavi Arrià.
Al començament de l'any 323 aC Asandre i Nearc van aportar mercenaris grecs a Alexandre, que llavors es trobava a Zariaspa. Després la mort d'Alexandre el 323 aC, en el repartiment de territoris va obtenir el govern de Cària i Antípater li va confirmar el càrrec. Sota les ordres d'Antípater va lluitar contra Àtal i Alcetes, partidaris de Perdicas d'Orèstia, però el van derrotar, tot i que va conservar Cària.
El 317 aC, mentre Antígon era a Pèrsia i Mèdia, es va aliar amb Ptolemeu I Sòter i Cassandre de Macedònia. El 315 aC Antígon va començar hostilitats contra aquesta coalició. Va enviar al seu nebot Ptolemeu cap a Amisos, que havia estat atacada per Asandre. Aquest es va poder sostenir amb l'ajut egipci i macedoni fins al 313 aC, any en què Antígon el va atacar personalment i el va obligar a rendir-se, fent-li signar un tractat on l'obligava a llicenciar el seu exèrcit, restablia la llibertat de les ciutats gregues de la costa, havia de considerar la seva satrapia de Cària com una donació del rei i a més va haver de deixar el seu germà Agàton com a ostatge.
No gaire després Asandre va trencar aquest acord humiliant, va aconseguir rescatar al seu germà i va demanar ajut a Ptolemeu i Seleuc. Antígon, indignat, va enviar un exèrcit a restablir la seva autoritat i aquesta força va ocupar Cària. Asandre des d'aquest moment desapareix de la història.